# Octopodiformes
Octopodiformes es un superorden de moluscos cefalópodos que incluye los pulpos y formas afines. A diferencia de los decapodiformes, que tienen ocho brazos y dos tentáculos, los octopodiformes sólo poseen ocho brazos.

## Clasificación
Superorden Octopodiformes
- Orden Octopoda
  - Suborden Cirrina
    - Cirroteuthidae
    - Grimpoteuthididae
    - Luteuthididae
    - Opisthoteuthidae
    - Stauroteuthidae

  - Suborden Incirrina
    - Alloposidae
    - Amphitretidae
    - Argonautidae
    - Bolitaenidae
    - Idioctopodidae
    - Octopodidae
    - Ocythoidae
    - Tremoctopodidae
    - Vitreledonellidae
- Orden Vampyromorphida